# Карл Арнт
Карл Херман Арнт (на немски: Karl Hermann Arndt) е немски офицер, служил по време на Първата и Втората световна война.

## Биография

### Ранен живот и Първа световна война (1914 – 1918)
Карл Арнт е роден на 10 март 1892 г. в Грос-Кауен, Силезия. Присъединява се към армията като редник през 1908 г. Участва в Първата световна война като част от 46-и пехотен полк. До края на войната се издига до звание лейтенант. Пленен е в края на войната, а след като е освободен се присъединява към Райхсвера.

### Втора световна война (1939 – 1945)
В началото на Втората световна война командва пехотен батальон със звание оберстлейтенант. Следващото му назначение е като командир на 511-и пехотен полк. На 10 януари 1943 г. поема ръководството на 293-та пехотна дивизия, а на 20 ноември същата година на 359-а пехотна дивизия. На 17 януари 1945 г. е назначен за командващ офицер на 59-и корпус, а на 25 април 1945 г. му е поверено командването на 39-и танков корпус. В края на войната, на 8 май 1945 г., е пленен от американците. Освободен е на 7 юли 1947 г.

#### Смъсрт
Умира на 30 декември 1981 г. в Балве-Лангенхолтаузен.

## Военна декорация
| - Германски орден „Железен кръст“ (1914) – II (?) и I степен (?) - Германска „Значка за раняване“ (1914) – черна (?) и сребърна (31 юли 1918) - Германски орден „Кръст на честта“ (31 декември 1934) - Германски орден „Железен кръст“ (1939, повторно) – II (27 октомври 1939) и I степен (17 юни 1940) - Германска „Пехотна щурмова значка“ (?) - Германски медал „За зимна кампания на изтока 1941/42“ (19 август 1942) | - Орден „Германски кръст“ (1944) – златен (2 юли 1944) - Рицарски кръст с дъбови листа - Носител на Рицарски кръст (23 януари 1942) - Носител на Дъбови листа № 719 (1 февруари 1945) - Упоменат в ежедневния доклад на Вермахтберихт (22 януари 1945) |